# Garaballa
Garaballa és un municipi de la província de Conca, a la comunitat autònoma de Castella-La Manxa. El seu nom d'origen és, Qaballa, Bury-caballa. En ell es troba el Monestir de Tejeda (Texeda) segle xvi, va pertànyer a l'orde dels Trinitaris.

## Demografia
| 1991 | 1996 | 2001 | 2004 |
| ---- | ---- | ---- | ---- |
| 178  | 159  | 150  | 130  |